# 사카벵

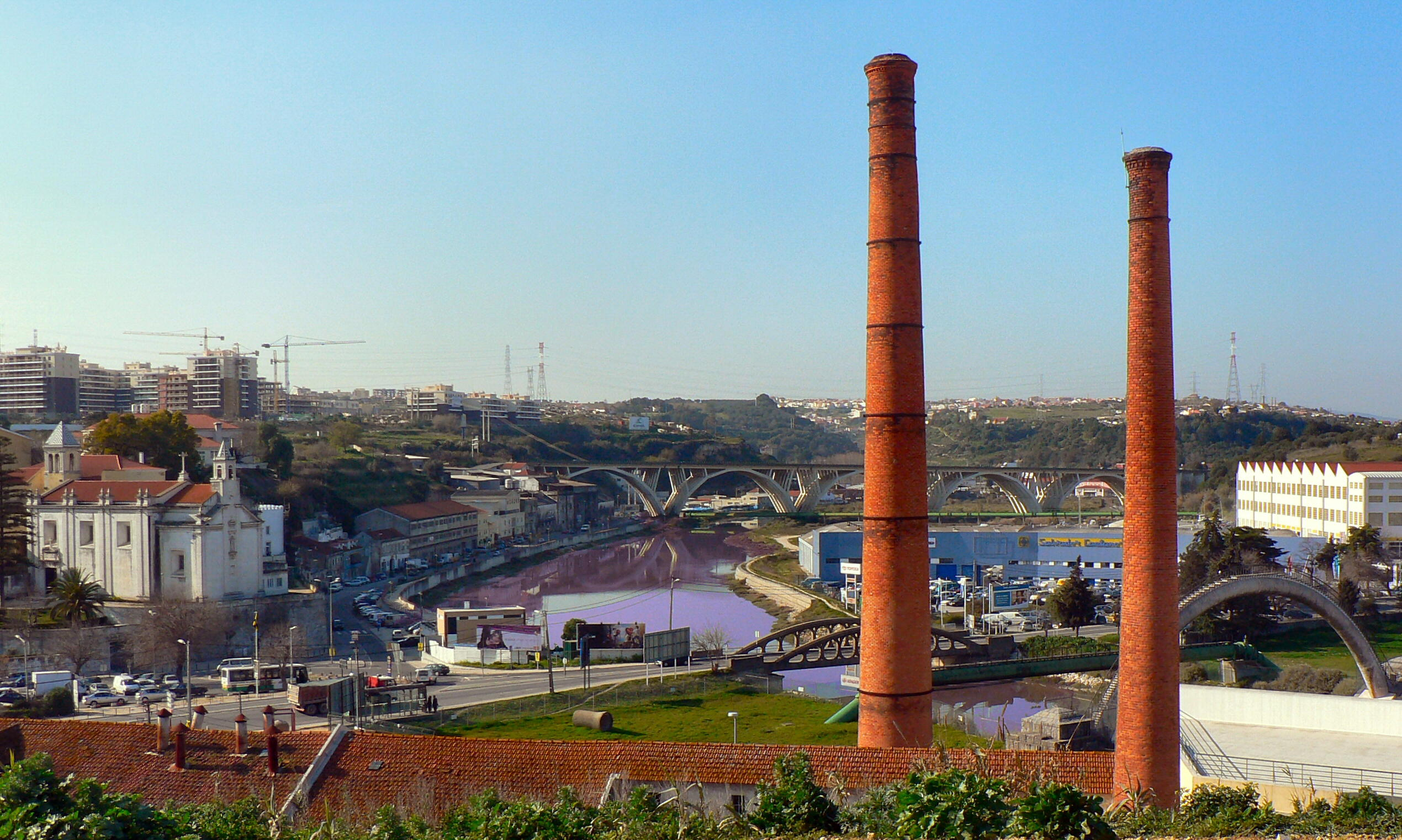
사카벵

사카벵(포르투갈어: Sacavem)은 포르투갈 리스보아 현 로르스에 위치한 도시로 면적은 4.09km2, 인구는 17,659명(2001년 기준), 인구 밀도는 4,318명/km2이다. 포르투갈의 수도인 리스본과 가까운 지점에 위치한다.

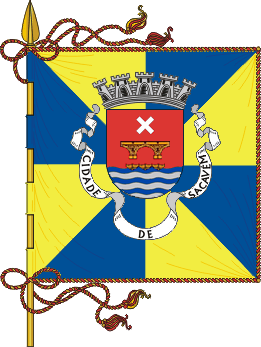
시기
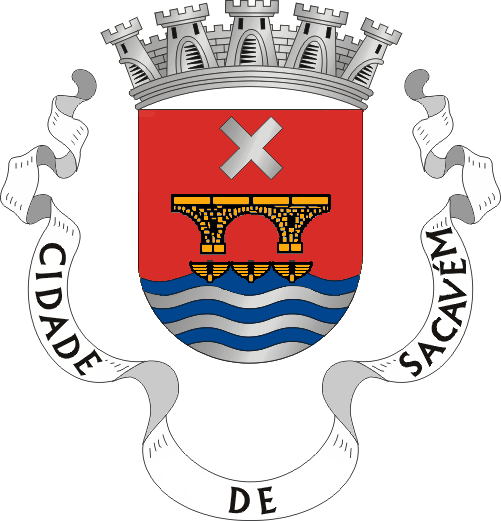
시 문장